# Lijst van afleveringen van The 4400
Dit is een lijst van afleveringen van The 4400.
| Seizoen: | 1 | 2 | 3 | 4 | Special |

## Seizoen 1
1. Pilot - 11 juli 2004 - Een vreemde komeet laat 4400 mensen achter die de laatste 50 jaar zijn verdwenen. Ondertussen dat de autoriteiten de zaak onderzoeken, gedragen sommige van de 4400 zich vreemd.
2. The New & Improved Carl Morrissey - 18 juli 2004 - Tom en Diana onderzoeken Carl Morrissey, een van de 4400. Hij gebruikt zijn capaciteit van verbeterde reflexen en sterkte om de misdaad zelf te bestrijden. Lily wordt gearresteerd wanneer zij probeert om haar dochter te zien. Diana neemt Maia vanuit quarantaine mee naar huis.
3. Becoming - 25 juli 2004 - Tom en Diana worden belast met het onderzoek naar Oliver Knox. Hij gebruikt zijn gave door mannen te beïnvloeden om vrouwen te vermoorden. Een lijst van de 4400 lekt uit naar het publiek. Kyle wordt gewekt uit zijn coma nadat Shawn zijn gave op hem heeft gebruikt.
4. Trial By Fire -  1 augustus 2004 - Verscheidene 4400 worden gedood tijdens anti-4400 terroristen bombardementen. Tom en Diana moeten racen om de daders tegen te houden. Kyle begint vreemd gedrag te vertonen en begint te begrijpen wat met hem aan de hand is.
5. White Light -  8 augustus 2004 - Tom en Diana laten Kyle vrij uit de NTAC quarantaine en gaan naar Highland Beach. Tom leert de waarheid over de 4400. Waar ze werden ontvoerd, wie ze ontvoerd hebben en waarom zij in een virtuele werkelijkheid met Kyle werden gestopt.

## Seizoen 2
1. Wake Up Call (Deel 1) -  5 juni 2005 - Het is nu een jaar geleden dat de 4400 zijn teruggekeerd. NTAC-agent Diana Skouris adopteert Maia en gaat opnieuw samenwerken met Tom Baldwin. Zij doen een onderzoek naar een 4400'er die patiënten van een psychiatrisch ziekenhuis ertoe aanzet om een communicatieapparaat te bouwen. Jordan Collier wordt aangewezen als Shawns voogd en opent de "The 4400 Center." een plaats voor niet-leden om de 4400'er in zichzelf te ontdekken. Ondertussen moeten Richard, Lily en de baby hun huis ontvluchten.
2. Wake Up Call (Deel 2) -  5 juni 2005 - Zie boven
3. Voices Carry - 12 juni 2005- NTAC biedt hulp aan een honkbalspeler die de gedachten van mensen kan horen, als hij ermee instemt Jordan in het 4400 Center te bespioneren. Kyle vindt een vriend op school, Diana's zus April arriveert en Richard maakt zich steeds ongeruster over zijn dochter.
4. Weight of the World - 19 juni 2005 - Een 4400'er die mensen van hun overgewicht kan afhelpen, zet zijn gave in voor commerciële doeleinden. Dit heeft echter rampzalige gevolgen. Jodan raakt geïnteresseerd in een popdiva die een bezoek brent aan het Center en Richard en Lily vinden een idyllische schuilplaats bij een andere 4400'er.
5. Suffer the Children - 26 juni 2005
6. As Fate Would Have It - 10 juli 2005
7. Life Interrupted - 17 juli 2005
8. Carrier - 24 juli 2005
9. Rebirth - 31 juli 2005
10. Hidden -  7 augustus 2005
11. Lockdown - 14 augustus 2005
12. The Fifth Page - 21 augustus 2005
13. Mommy's Bosses - 28 augustus 2005 Tom en Diana hebben ontdekt dat NTAC achter de epidemie onder de 4400-leden zitten. Ze proberen het met behulp van enkele vertrouwelingen te onderzoeken. Kyle heeft een enorm schuldgevoel en denkt eraan zichzelf aan te geven. Ondertussen wordt er gezocht naar een remedie.

## Seizoen 3
1. The New World (Deel 1) - 11 juni 2006
2. The New World (Deel 2) - 11 juni 2006
3. Being Tom Baldwin - 18 juni 2006
4. Gone (Deel 1) - 25 juni 2006
5. Gone (Deel 2) -  2 juli 2006
6. Graduation Day (4400)|Graduation Day -  9 juli 2006
7. The Home Front - 16 juli 2006
8. Blink - 23 juli 2006
9. The Ballad of Kevin and Tess - 30 juli 2006
10. The Starzl Mutation -  6 augustus 2006
11. The Gospel According to Collier - 13 augustus 2006
12. Terrible Swift Sword - 20 augustus 2006
13. Fifty-Fifty - 27 augustus 2006

## Seizoen 4
1. The Wrath of Graham - 17 juni 2007
2. Fear Itself - 24 juni 2007
3. Audrey Parker's Come and Gone - 1 juli 2007
4. The Truth and Nothing but the Truth - 8 juli 2007
5. Try the Pie - 15 juli 2007
6. The Marked - 22 juli 2007
7. Till We Have Built Jerusalem - 29 juli 2007
8. No Exit - 5 augustus 2007
9. Daddy's Little Girl - 12 augustus 2007
10. One of Us - 19 augustus 2007
11. Ghost in the Machine - 26 augustus 2007
12. Tiny Machines - 9 september 2007
13. The Great Leap forward - 16 september 2007

## Special
1. The 4400: Unlocking the Secrets -  4 juni 2006